# Tomasz Marczyński
Tomasz Marczyński, poljski kolesar, * 6. marec 1984, Krakov, Poljska.
Marczyński je upokojeni profesionalni cestni kolesar, ki je med letoma 2006 in 2021 tekmoval za ekipe Ceramica Flaminia–Bossini Docce (2006–08), Miche–Silver Cross–Selle Italia (2009), CCC–Polsat–Polkowice (2010–11 in 2014), Vacansoleil-DCM (2012–13), Torku Şekerspor (2015) in Lotto–Soudal (2016–21). Nastopil je na poletnih olimpijskih igrah leta 2008, ko je osvojil 83. mesto na cestni dirki. Na Dirki po Španiji je osvojil svoji edini etapni zmagi na dirkah Grand Tour leta 2017, najboljšo skupno uvrstitev pa je dosegel v svojem prvem nastopu leta 2012 s trinajstim mestom. Na Dirki po Franciji je v svojem edinem nastopu leta 2018 zasedel skupno 108. mesto, na Dirki po Italiji pa je nastopil trikrat, edino uvrstil v skupnem seštevku pa je dosegel leta 2017 s 47. mestom. Trikrat je postal poljski državni prvak na cestni dirki, enkrat pa v kronometru.